# Трикилова костенурка
Трикиловата костенурка (Melanochelys tricarinata) е вид влечуго от семейство Азиатски речни костенурки (Geoemydidae). Видът е световно застрашен, със статут Уязвим.

## Разпространение
Разпространен е в Бангладеш и Индия.